# Cremanthodium pinnatifidum
Cremanthodium pinnatifidum là một loài thực vật có hoa trong họ Cúc. Loài này được Benth. mô tả khoa học đầu tiên.